# Stresstheorie
Verschiedene Stresstheorien haben versucht, den Zusammenhang zwischen Stressoren und Stressreaktion darzustellen. Die Modelle sind mit wachsendem Erkenntnisstand komplexer geworden. In mancher Hinsicht stellen sie einfach verschiedene Definitionsversuche des weitläufigen Begriffskomplexes „Stress“ dar. Beispielhaft können benannt werden:

## Stresstheorien

### Notfallreaktion
Nach Walter B. Cannon (1914, 1932): Nach diesem Modell reagiert der Körper blitzartig durch die Herstellung einer „Flucht oder Angriffsbereitschaft“.

### Allgemeines Anpassungssyndrom
Nach Hans Selye (1936): Dieses Modell ist das ursprüngliche Stresskonzept. Es stellt die Folgen punktuellen und chronischen Stresses dar. Mit Wahrnehmung eines (jeden) Stressors folgt eine Anpassungsreaktion. Nachgewiesen wurde, dass auf jede Anspannung- eine Entspannungsphase folgen muss, da nur bei ausreichender Erholung ein gleichbleibendes Niveau zwischen Ruhe und Erregung gehalten werden kann. Folgen in kurzen Abständen weitere Stressoren, wächst das Erregungsniveau weiter an.

### Allostase – Stabilität durch Änderung
Nach P. Sterling (1988): Stress dient hauptsächlich der psychischen und physischen Anpassung an sich verändernde Lebens- und Umweltbedingungen. Zentrales Stressorgan ist dabei das Gehirn, das vor allem über die Hypothalamus-Hypophysen-Nebennieren-Achse aktiviert und teils auch modifiziert wird. Eine dauerhafte Aktivierung führt zu allostatischer Last, die das Risiko für viele Erkrankungen erhöht. Das aktuelle biopsychologische Stressmodell ist das Allostase-Modell.

### Stressmodell von Henry
Dieses Modell unterscheidet spezifische physiologische Reaktionen je nach Stresssituation: Furcht (Flucht) führt zu Adrenalinanstieg; Ärger (Kampf) zu Noradrenalin- und Testosteronanstieg; Depression (Kontrollverlust, Unterordnung) zu Cortisolanstieg und Testosteronabfall.

### Transaktionales (oder kognitives) Stressmodell
Nach Lazarus (1974): Zusätzlich zu den oben genannten Modellen werden persönliche Bewertungsebenen eingefügt. Demnach wird Stress wesentlich von kognitiven Bewertungsprozessen mitbestimmt. Stress ist damit eine Interaktion zwischen der (individuellen) Person und der Umwelt. Es wurde nachgewiesen, dass Stress durch Einstellung und Erfahrung beeinflussbar ist.

### Theorie der Ressourcenerhaltung
Nach Stevan Hobfoll (1988, 1998; Hobfoll & Buchwald, 2004): Die Theorie der Ressourcenerhaltung ermöglicht ein umfassenderes und stärker an den sozialen Kontext gebundenes Verständnis von Stress. Zentrale Annahme ist, dass Menschen ihre eigenen Ressourcen schützen wollen und danach streben, neue aufzubauen. Stress wird als eine Reaktion auf die Umwelt definiert, in der (1) der Verlust von Ressourcen droht, (2) der tatsächliche Verlust von Ressourcen eintritt und/oder (3) der adäquate Zugewinn von Ressourcen nach einer Ressourceninvestition versagt bleibt im Sinne einer Fehlinvestition.

### Modell von Karasek
Das Job-Demand-Control-Modell (engl. Anforderungs-Kontroll-Modell) von Robert A. Karasek stellt zwei Komponenten heraus: die Arbeitsanforderung einerseits und die Entscheidungsspielräume andererseits. Stress entsteht diesem Modell zufolge vor allem, wenn die Anforderungen hoch und zugleich der Entscheidungsspielraum klein ist.

### SOS-Konzept
Das theoretische Framework „Stress as Offence to Self“ (SOS-Konzept), welches von Semmer und seiner Arbeitsgruppe an der Universität Bern erstellt wurde, rückt die Bedrohung des Selbst als Ursache von Stress in das Zentrum des Stressprozesses. Als zentrale Elemente beinhaltet das SOS-Konzept entweder Stress durch eine Bedrohung des Selbst aufgrund eines eigenen Scheiterns („Stress through insufficiency“, kurz: SIN) oder durch die Respektlosigkeit anderer Personen („Stress as disrespect“, kurz: SAD).

### ISR Modell
Ein für die Stressforschung sehr einflussreiches Modell war das theoretische Framework von Kahn und Byosiere (1992, zit. nach Lehmann, 2012). Grundlage für dieses Model war das Model of Social Environment und Mental Health (French & Kahn, 1962, zit. nach Lehmann, 2012), welches eine allgemeine Grundlage bezüglich Modellen für die Stressforschung herstellte. Das Modell hat aber auch weitere Forschung angeregt; andere Stressmodelle wie das Person-Environment-Fit-Modell wurden beispielsweise aufgrund dieses Modells konzipiert.
Die Hauptaussage des Modells ist, dass bestimmte Konfigurationen von Stressoren zu gewissen Stressreaktionen führen können, wobei Drittvariablen die Beziehung (Eigenschaften des Individuum und der Situation) als Mediatoren beeinflussen. Die Seite der Voraussetzungen für Stress beinhaltet organisatorische Elemente (Arbeitsaufteilung, Arbeitszeit), wobei man zwischen physischen (Lärm, Vibrationen) und psychosozialen (Rollenambiguität, Rollenkonflikt) Stressoren unterscheidet (French and Kahn, 1962, zit. nach Lehmann, 2012).
Auf der Stressreaktionsseite sind psychologische Reaktionen (Depression, Ängstlichkeit, Arbeitszufriedenheit), physiologische Reaktionen (Herz und Kreislaufsystem, Magen/Darm, biochemisch, muskulär), welche auf lange Sicht die Gesundheit, das Wohlbefinden und Leistung im privaten und organisatorischen Bereich vermindern können.
Dazwischengeschaltet sind als Mediatoren (vermittelnde Faktoren) Eigenschaften der Person (Selbstwert, demografische Variablen) und Eigenschaften der Situation (Vorgesetztenunterstützung, soziale Unterstützung). Die Bewertung des Individuums und allfällige Versuche die Situation zu meistern (Coping) sind ebenfalls als Mediatoren zwischen der Stimulus- und Reaktionsseite gesetzt worden(Lazarus & Folkmann, 1984, Kahn und Byosiere, 1992, zit. nach Lehmann, 2012).